# Luke Graham (homme politique)
Luke Patrick Graham (né en juin 1985) est un homme politique du Parti conservateur britannique qui est député d'Ochil et du South Perthshire de 2017 à 2019 . À partir de septembre 2018, Graham est secrétaire privé parlementaire (SPP) au Cabinet Office  puis PPS au ministère du Logement, des Communautés et des Gouvernements locaux jusqu'à la fin du ministère May.

## Jeunesse
Graham est né à Eldene, Swindon, Wiltshire en juin 1985 et fait ses études à la Dorcan Academy. Il est diplômé de l'Université de Sheffield avec un BA en économie et politique sociale en 2006 . Graham obtient son diplôme, avant de devenir responsable des finances du Sheffield University Union de 2006 à 2007 .
Avant d'entrer aux Communes, il travaille pour Tesco pendant cinq ans et demi tout en obtenant son diplôme du Chartered Institute for Management Accounting. Il travaille au Royaume-Uni, en Thaïlande et en Chine. Après Tesco, Graham rejoint Tough Mudder  une entreprise britannique lancée aux États-Unis puis par chez Marks & Spencer et retourne au Royaume-Uni.
Graham lance sa propre entreprise de comptabilité, Tech & The Beancounters, en 2016 .

## Carrière politique
Graham entre pour la première fois en politique écossaise en 2014, lorsqu'il participe à la campagne pour Better Together, la campagne unioniste lors du référendum sur l'indépendance écossaise de 2014. Graham est ensuite sélectionné pour se présenter dans la circonscription d'Ochil et du South Perthshire lors des élections générales de 2015 et termine à la troisième place .
Graham est le directeur des finances de Britain Stronger in Europe, la campagne officielle Remain lors du référendum sur l'adhésion à l'UE en 2016.
Graham se présente à nouveau pour le siège d'Ochil et du South Perthshire lors des élections générales de 2017 au Royaume-Uni. Il bat la députée du Parti national écossais Tasmina Ahmed-Sheikh  avec 3 359 voix de majorité .
Il vote en faveur de l'accord de Theresa May pour quitter l'Union européenne .
Graham soutient Michael Gove lors de l'élection à la direction des conservateurs .
Il est membre du Comité des comptes publics de septembre 2017 à octobre 2018 et est ensuite membre du Comité des finances de la Chambre des communes ,.
Il s'investit sur l'énergie renouvelable (en particulier la géothermie), la violence domestique, et l'agriculture .
Aux élections générales britanniques de 2019 il perd son siège au profit de John Nicolson du Parti national écossais, qui était auparavant député d'East Dunbartonshire .
Bien que Graham ait perdu sa circonscription, le Parti conservateur remporte les élections générales. Après les élections, il est nommé à la tête d'une « unité Union » au 10 Downing Street, ce qui lui confie la responsabilité de s'opposer à l'indépendance écossaise. Graham est remplacé en février 2021 par Oliver Lewis .